# Onondagové
Onondagové (Onöñda'gega) nebo též „Lidé kopců“ jsou jedni z původních obyvatel Severní Ameriky. Je to kmen, který se kolem 16. století přidal do tzv. Irokézské ligy – uskupení pěti, později šesti, kmenů s podobnou kulturou, jazykem atd. Jejich původním domovem je oblast kolem Onondaga County, stát New York. Ostatním Irokézským kmenům jsou známi jako "Gana'dagwëni:io'geh" a to proto, aby se rozlišilo, zda se jedná o Onondagy z Ligy nebo ty, kteří žijí poblíž Syracuse, New York. Jelikož území Onondagů leží uprostřed imaginárního Irokézského domu (longhouse), jsou Onondagové Hlídači ohně (stejně tak jako jsou Senecové nebo Mohawkové Hlídači východní nebo západní brány). Z tohoto důvodu náčelníci na Velkém shromáždění vždy zasedali a zasedají v hlavní vesnici Onondagů.